# Григорий (Борисоглебский)
Григо́рий (в миру Никола́й Ива́нович Борисогле́бский; 19 [31] марта 1867, Тульская губерния — 18 [30] ноября 1893, Москва) — духовный писатель, архимандрит Русской православной церкви.

## Биография
Родился 19 (31) марта 1867 года в семье священника Успенской церкви города Новосиля Тульской губернии.
Окончил Московскую духовную академию в составе XLVI курса (1887—1891). Был пострижен в монашество 25 февраля 1891 года с именем Григорий; в сан иеродиакона посвящён 16 марта, в иеромонаха — 12 июня. Оставлен профессорским стипендиатом; в 1892 году защитил магистерскую диссертацию и стал доцентом и инспектором академии. Затем был назначен настоятелем посольской церкви в Константинополе; 30 марта 1893 года возведён в сан архимандрита.
Умер 18 (30) ноября 1893 года в Москве, в гостинице «Флоренция», проездом в Константинополь. Похоронен на кладбище Московской духовной академии в Троице-Сергиевой лавре.